# Санширо Сугата: други део
Санширо Сугата:други део је наставак јапанског филма Санширо Сугата који је режирао Акира Куросава.

## Улоге
| Глумац             | Улога                 |
| ------------------ | --------------------- |
| Денџиро Окочи      | Шогоро Јано           |
| Сусуму Фуџита      | Санширо Сугата        |
| Рјуносуке Цукигата | Геносуке Хигаки       |
| Акитаке Коно       | Гензабуро Хигаки      |
| Јукико Тодороки    | Сајо                  |
| Шоџи Кијокава      | Јуџиро Тода           |
| Масајуки Мори      | Тошима Дан            |
| Сеиџи Мијагучи     | Кохеи Цузаки          |
| Ко Ишида           | Даизабуро Хидаримонџи |
| Казу Хикари        | Кихеи Секине          |
| Кокутен Кодо       | Будистички свештеник  |
| Ичиро Сугај        | Јошизо Фубики         |
| Осман Јусуф        |                       |